# Ctenopelma albipes
Ctenopelma albipes là một loài tò vò trong họ Ichneumonidae.